# 福尔考什·翁德赖奥
福尔考什·翁德赖奥（匈牙利語：Farkas Andrea，1969年9月1日—），匈牙利女子手球运动员。她曾代表匈牙利参加1996年和2000年夏季奥林匹克运动会手球比赛，共获得一枚银牌和一枚铜牌。